# Karschia zarudnyi
Espèce
Karschia zarudnyi est une espèce de solifuges de la famille des Karschiidae.

## Distribution
Cette espèce se rencontre au Kazakhstan, en Ouzbékistan, au Tadjikistan et au Kirghizistan.

## Description
Les mâles mesurent de 18 à 19 mm.

## Étymologie
Cette espèce est nommée en l'honneur de Nikolaï Zaroudny.

## Publication originale
- Birula, 1922 : Revisio analytica specierum asiaticarum generis Karschia Walter (Arachnoidea Solifugae). Annuaire du Musée Zoologique de l'Académie Impériale des Sciences de St.-Pétersbourg (Petrograd), vol. 23, p. 197-201 (texte intégral).